# Nina Simonovitj-Jefimova
Nina Simonovitj-Jefimova, född 1877, död 1948, var en rysk dockspelare.
Nedslagskratern Efimova på planeten Venus är uppkallad efter henne.